# Línea M1 (Metro de Palma de Mallorca)

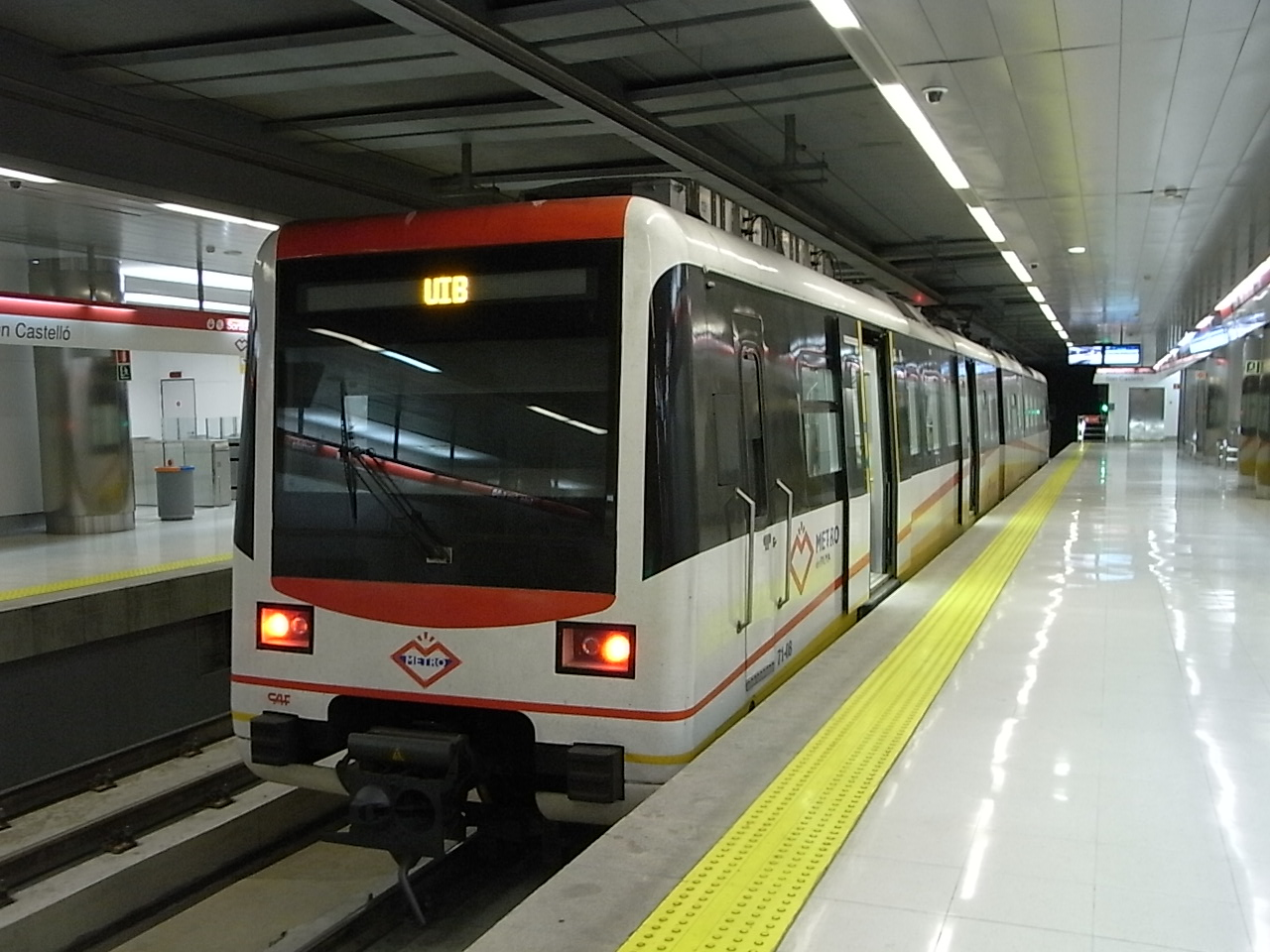
Metro con destino UIB en la estación de Son Castelló.

La Línea M1 del Metro de Palma de Mallorca es la primera del sistema de ferrocarril metropolitano de la ciudad de Palma de Mallorca, en España. El primer viaje se realizó el 25 de abril de 2007. Consta de nueve estaciones y una longitud total de 8,2 km, realiza el trayecto entre la Estación Intermodal de Plaza de España y la Universidad de las Islas Baleares. La red de Metro está conectada con las líneas a Inca (L1), La Puebla (L2) y Manacor (L3) de Servicios Ferroviarios de Mallorca, con las que comparte tres estaciones, y la terminal de autobuses interurbanos de Palma de Mallorca. En 2012 registró 1 164 000 pasajeros, siendo los alumnos de la UIB sus principales usuarios.
La titularidad y explotación de la línea corre a cargo del Gobierno de las Islas Baleares a través de las empresas públicas Servicios Ferroviarios de Mallorca (SFM) y el Consorcio de Transportes de Mallorca (CTM).

## Características generales
La distancia entre los carriles o raíles que conforman las vías del metropolitano palmesano (ancho de vía) es de 1000 mm en toda la línea (ancho métrico). Los trenes circulan por la vía de su derecha, al igual que la mayoría de redes de ferrocarril que existen en España. Recorren una media de un kilómetro cada minuto y medio, tardando 13 minutos en realizar el recorrido completo. En el caso de que el trayecto se realizara sin efectuar paradas, el tiempo se reduciría a cinco minutos.
Está electrificado en la totalidad del recorrido. Se trata de la segunda línea de Mallorca que cumple esta característica, tras el Ferrocarril de Sóller y por delante del tramo Palma de Mallorca - Empalme. Los 8,2 kilómetros de recorrido discurren a 8 metros de profundidad respecto al nivel de la calle, excepto el tramo entre Camí dels Reis y la UIB. La distancia entre los ejes de la vía es de 2,70 metros y el gálibo vertical mínimo de 5,50 metros. La pendiente no supera en ningún caso el 2,5% en la vía y el 0,2% en las estaciones. El metro nunca circula bajo edificaciones ya que el sistema constructivo utilizado (muro pantalla) así lo impide.
Todas las estaciones son accesibles mediante escaleras, mecánicas en algunas estaciones, y ascensores. Generalmente tienen un vestíbulo al nivel de los andenes que contiene todos los servicios relacionados con la explotación de la vía. Las medidas de los andenes son 80 metros de largo y 5 de ancho. Las estaciones se diseñaron de manera que, una vez que se acceda a ellas, ya se vean las vías del tren. De esta manera se pretende facilitar el acceso al viajero así como ayudarle a orientarse. Las estaciones son subterráneas, a excepción de la de Son Sardina.
Son nueve las estaciones que posee la línea en su recorrido:
1. Estación Intermodal de Plaza España
2. Jacinto Verdaguer
3. Son Costa - Son Fortesa
4. Son Fuster Vell
5. Gran Vía Asima
6. Son Castelló
7. Camí dels Reis
8. Son Sardina
9. Universidad de las Islas Baleares

## Historia
Desde la década de 1990 diversos grupos de izquierda y ecologistas reivindicaban la creación de una línea de ferrocarril metropolitano entre el centro de Palma de Mallorca y la UIB, cuyo campus se sitúa a las afueras del término municipal, como alternativa al uso del vehículo privado y al desdoblamiento de la carretera Ma-1110, única vía de acceso a la universidad desde la ciudad.
El 23 de noviembre de 2004, Jaume Matas, entonces presidente del Gobierno de las Islas Baleares, anunció la construcción de la primera línea del suburbano palmesano entre la Plaza de España y la UIB. Este proyecto se realizaría conjuntamente al soterramiento del corredor urbano de Palma de Mallorca, cuyas obras se habían iniciado ese mismo mes.
Las obras del túnel por donde solo circularía el metro comenzaron el 9 de agosto de 2005 por la Gran Vía Asima, en el polígono de Son Castelló. El método utilizado fue el muro pantalla, que reducía los costes de la obra, ya que no se necesitan tuneladoras con este sistema. No obstante, fue necesario cortar las calles al tráfico en los puntos por los que pasaría la línea. Las obras produjeron quejas por parte de los empresarios y comerciantes de la zona, quienes habían registrado grandes pérdidas. La construcción de la línea 1 se prolongó hasta principios de 2007.
La línea suburbana fue inaugurada el 25 de abril de 2007, 33 días antes de las elecciones municipales y autonómicas. Por este motivo no se hizo ninguna inauguración oficial, aunque la entonces alcaldesa de la ciudad, Catalina Cirer, viajó en el metropolitano ese día. Hasta el 1 de octubre sería gratuito su uso, con el objetivo de que los usuarios conocieran la infraestructura.
Pero antes de que llegase octubre, los días 27 de agosto y 23 de septiembre de ese mismo año se produjeron graves inundaciones en la línea con lluvias en torno a los 15 l/m², que colapsaron el servicio en Son Sardina y Son Castelló. También se produjeron filtraciones en la Estación Intermodal, por lo que se acordó el cierre provisional hasta que los técnicos resolvieran los problemas estructurales. El estudio de las deficiencias reveló que no se había llevado a cabo la impermeabilización de la Estación Intermodal, que el proyecto no había previsto adecuadamente las infraestructuras de pluviales y que había empeorado las ya existentes en Son Castelló, haciendo que el túnel actuara como colector y depósito de las precipitaciones caídas sobre el polígono. Una vez finalizadas las obras de remodelación de la red, que se prolongaron durante diez meses y costaron 28 millones de euros, el servicio se restableció el 28 de julio de 2008, con un precio de 0,90 euros por trayecto.

## Futuras ampliaciones
En octubre de 2018 se licitó la redacción del proyecto de prolongación de la línea M1 hasta el Parc BIT y en enero de 2019 el proyecto de construcción de un ramal al hospital Son Espases que partiría de la estación de Camí dels Reis. Aunque en 2020, se presentó un tranvía con un recorrido desde el aeropuerto hasta Son Espases y un ramal hacia la playa de Palma.
En marzo de 2023 se adjudicó la ampliación de la línea M1 desde la UIB hasta el Parc BIT con un presupuesto de 34,9 millones de euros (IVA incluido), sumando 1 estación y 1,4 km de nuevo trazado. Las obras comenzaron en junio de 2023 y la inauguración del nuevo tramo tuvo lugar el 3 de julio de 2025.